# Léon Riesener
Pour les articles homonymes, voir Riesener.
 (septembre 2013).
Léon Riesener, né le 21 janvier 1808 à Paris et mort dans la même ville le 25 mai 1878, est un peintre romantique français.

## Biographie

### Famille
Léon Riesener est issu d'une lignée d'artistes et d'artisans.
D'origine allemande, Jean-Henri Riesener (4 juillet 1734-8 janvier 1806), grand-père de Léon Riesener, compagnon de Jean-François Oeben, fut nommé « ébéniste ordinaire de la couronne » et il eut une extraordinaire faveur à la cour. Ruiné par la Révolution, il ne chercha pas à se faire de nouveaux clients et mourut pauvre dans le faubourg Saint-Antoine.
Henri-François Riesener (19 octobre 1767-7 février 1828), fils du grand ébéniste et père de Léon Riesener, fut élève de François-André Vincent, puis de Jacques-Louis David, dont il quitta l'atelier pour rejoindre l'armée pendant les guerres napoléoniennes. Il fit des portraits d'Eugène de Beauharnais, de Napoléon, du comte de Cessac. Il épousa en 1807 Félicité Longrois, dame d'annonce de l'impératrice Joséphine. En 1815, il s'exila en Russie pendant sept ans et y fit notamment un portrait équestre du tsar Alexandre. Il mourut en 1828, six ans après son retour à Paris.  

#### Riesener et Delacroix

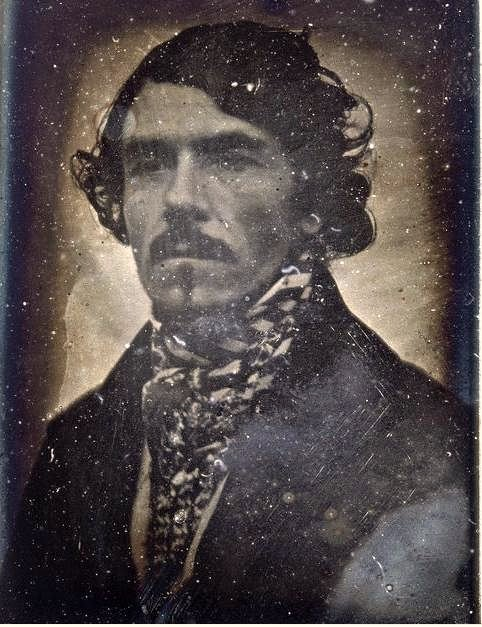
Léon Riesener, Portrait d'Eugène Delacroix (1842), daguerréotype, Paris, musée d'Orsay.

Léon Riesener et Eugène Delacroix étaient cousins germains par leur grand-mère Marguerite-Françoise Vandercruse. C'est Henri-François Riesener qui fit entrer son neveu, Eugène Delacroix, dans l'atelier de Guérin. En 1823, ils peignent ensemble au château de Valmont et sur la Côte d'Albâtre.
Depuis cette période, Riesener et Delacroix eurent de l'amitié l'un pour l'autre. Si différents de vie et de caractère et si indépendants, ils étaient préoccupés par des mêmes problèmes et se plaisaient à échanger leurs idées. L'étude de l'Antique servait de sujet de discussions à leurs entretiens. Tous deux étaient des peintres coloristes et recherchent la technique nouvelle de la division des tons. La différence de leur tempéraments s'exprime dans leur manière de contempler la nature : Delacroix pensait au drame qui s'en dégage, Riesener en ressentait la sensualité. Delacroix acheta à Riesener son tableau Angélique (1842) et l'accrocha dans son atelier.
À sa mort, Delacroix légua à Léon Riesener la maison de campagne à Champrosay.

### Formation et débuts (1831-1839)
Adolescent encore, Léon Riesener prend ses premières leçons de dessin avec son père. Dès sa sortie du collège, celui-ci le met dans l'atelier de Antoine-Jean Gros. C'est au retour de son père, en 1822, qu'il fait plus ample connaissance avec son cousin Eugène Delacroix, plus âgé que lui de dix ans. 
De 1830 à 1839, il commence à exposer des œuvres importantes au Salon comme une Bacchante, pour laquelle il obtient une médaille de troisième classe en 1836. Les sujets naturalistes, inspirés de ses séjours à Frépillon, l'attirent : un petit pâtre, un petit orphelin, une paysanne revenant de la messe, une bohémienne. Il habite à cette époque chez ses parents au 24, rue Neuve-Bréva.
En 1839, Léon Riesener reçoit de l'État sa première commande du ministère de l'Intérieur : une copie du Christ à la colonne de Titien.
Le 8 octobre 1839, il épouse à Paris une jeune fille de la bourgeoisie parisienne, Laure Peytouraud (1822-1900). De leur union naissent trois filles : Thérèse (1840-1932), Rosalie (1843-1913) et Louise (1860-1944). En 1846, il achète un terrain rue Bayard à Paris où il se fait construire sa maison et son atelier. Sa famille et sa peinture l'amènent à vivre en dehors des événements politiques.

### Période de maturité (1839-1857)
De 1839 à 1848, Léon Riesener reçoit les commandes d'importantes peintures murales : la décoration de cinq plafonds pour la bibliothèque de la Chambre des Pairs (1840-1842), représentant La Philosophie, La Poésie, L'Évangile, La Loi, L'Histoire, et la décoration de la chapelle de l'hospice de Charenton (1843-1849).
En même temps que ces peintures murales, il reçoit des commandes du ministère de l'Intérieur : Jésus au milieu des Docteurs (1847-1855), La Naissance de la Vierge (1843-1844), La Mort des enfants de Niobé (1850-1856). Il continue à exposer des tableaux au Salon : Léda (1841), Clythie (1842), Madeleine (1849). 
Les commandes se raréfiant après 1849, il peint une série de portraits dont un grand nombre figureront au Salon de 1850. Il y expose notamment les portraits de son ami Théophile Gautier et de sa compagne la danseuse de ballet Ernesta Grisi.

### Dernières années et postérité (1857-1878)
En 1857, poussé par le besoin d'impressions neuves et de solitude, Riesener achète un moulin à Beuzeval, commune qui sera plus tard rattachée à Houlgate. Là, le spectacle de la nature, qui l'a toujours enchanté, lui fait oublier les tracas de Paris et les injustices du jury. Riesener y approfondit ses recherches sur le coloris. Ses séjours à Beuzeval lui inspirent une série d'effets de soleil, de marines, de chemins creux, de paysages de pleine nature. La fréquentation de nombreux artistes transforme le moulin de Riesener en cénacle artistique. Il explore la côte escarpée avec ses amis Constant Troyon et Paul Huet, parle art et littérature en compagnie de Jouvet, Delisle, Jules Paton.
Beuzeval est loué pendant deux étés consécutifs à la famille Morisot. Il se noue une intimité très grande entre les Morisot et les Riesener. Berthe Morisot, amie de Rosalie Riesener, recherche les avis éclairés du peintre, écoute ses conseils et copie environ 135 pages de ses écrits.
À partir de 1860, il envoie successivement au Salon une Baigneuse, des Muses, Jupiter et Junon.
En 1871, recevant une commande de l'État, Léon Riesener part pour Anvers et, de là, pour la Hollande, où il admire les travaux de Rubens et de Rembrandt. Il rentre à Paris le 1er juillet 1872. Enthousiasmé par ce voyage, il décide de réaliser un de ses vœux les plus chers : le 12 mai 1875, il part pour l'Italie. Il visite Genève, Milan, Côme, Parme, Rome, Turin et Naples. Il monte au Vésuve par un temps orageux et tombe malade, ce qui met fin à son voyage.
Léon Riesener s'éteint à Paris le 25 mai 1878, deux ans après son retour d'Italie. Il est enterré à Paris au cimetière du Père-Lachaise.
À la mort de Léon Riesener, les impressionnistes rendent un juste hommage à ce précurseur de leur art. Auguste Renoir dessine sur la première page de la Vie moderne (17 avril 1879) un portrait du vieil artiste « emporté dans un tourbillon de bacchantes nues et des fleurs » qui sont l'évocation d'un des magnifiques aspects de son art.
Henri Fantin-Latour se dévoue à son souvenir en classant ses peintures et ses dessins et en organisant deux expositions, dont une à la galerie Georges Petit.
Quant à Duranty, après avoir évoqué « ce compagnon ardent de tous les chercheurs et de tous les novateurs » et « le précurseur des gens venus plus tard », il dit sa conviction que « dans l'histoire de la peinture du siècle, son nom restera inscrit avec les belles, délicates et fortes couleurs de sa palette. »

## Son œuvre
Les œuvres de Léon Riesener sont d'une grande diversité. Il se passionne pour les recherches personnelles sur le coloris. Ses techniques de prédilection sont la peinture à l'huile et le pastel.
Certaines œuvres de jeunesse de Léon Riesener ont disparu. La plus importante collection publique d'œuvres de l'artiste est celle du château de Saint-Germain-de-Livet, propriété de la commune de Lisieux et legs du petit-fils de Léon Riesener, Julien Pillaut.
À Paris, le musée du Louvre et le musée national Eugène-Delacroix conservent également un nombre important de dessins et pastels de l'artiste. 

### Son esthétique
Enchanté par les jeux de la lumière et des reflets qui transforment la matière, Léon Riesener inaugure une nouvelle esthétique qui fait de lui l'un des précurseurs de l'impressionnisme. Coloriste passionné, il recherche toutes les nuances de la couleur. Il étudie la technique de la Grèce antique et de la Renaissance, de Titien, Véronèse, Corrège. Poussé par la recherche du coloris, il se tourne vers Rubens qui est pour lui un « Shakespeare de la peinture ». 
Riesener a très tôt étudié la division des tons, bien avant que le physicien Chevreul n'en pose les bases scientifiques : « Quand je l'ai lu, il y a vingt ans […] rien de ce que j'ai trouvé n'était nouveau pour moi ». Son goût du tactile le conduit à chercher l'expression la plus parfaite de la matière et en particulier celle de la peau. Il puise la poésie de ses peintures dans les jeux d'ombres. Il admire passionnément la nature, la vie et toutes les beautés qu'elle produit. Il recherche les sujets dans la vie de campagne. Aimant peindre la réalité, Riesener veut exprimer « la chaleur du jour, la mélancolie du soir, les prés, les fleurs au naturel ». L'étude des éléments l'amène à peindre toute une série de ciels qui varient avec la lumière, l'heure, le temps. Ces sujets, par leur inspiration, leur facture et leur importance, s'avèrent une nouveauté pour l'époque. En avance sur son temps, il a contre lui toute la critique des jurys, l'Institut et il soutient une lutte très dure.
Utilisant les couleurs pures, il élimine les noirs et les blancs dont on se servait jusqu'alors pour faire ombres et lumières. Sa science matérielle du coloriste est l'opposition qui naît des contrastes dans les teintes juxtaposées. Il ne dessine pas les visages par le contour, mais par les ombres et le modelé.

### Œuvres dans les collections publiques
- Auxerre, musée Saint-Germain : La Mort des enfants de Niobé, 1855.
- Charenton, chapelle de l'hôpital Esquirol : La Vierge en trône tient l'Enfant Jésus sur ses genoux, 1843-1849.
- Clermont-Ferrand, musée d'Art Roger-Quilliot : Portrait de Prosper Marilhat, 1840.
- La Rochelle, musée des Beaux-Arts : Bacchus et Ariane, 1875.
- Lisieux, musée d'Art et d'Histoire :
  - Portrait de sa fille Rosalie, 1848 ;
  - Portrait présumé de la duchesse d'Albe, vers 1858 ;
  - Sous-bois aux vaches, 1863 ;
  - Portrait de jeune fille, 1877.
- Lyon, musée des Beaux-Arts : La Toilette de Vénus, 1838.

- Paris :

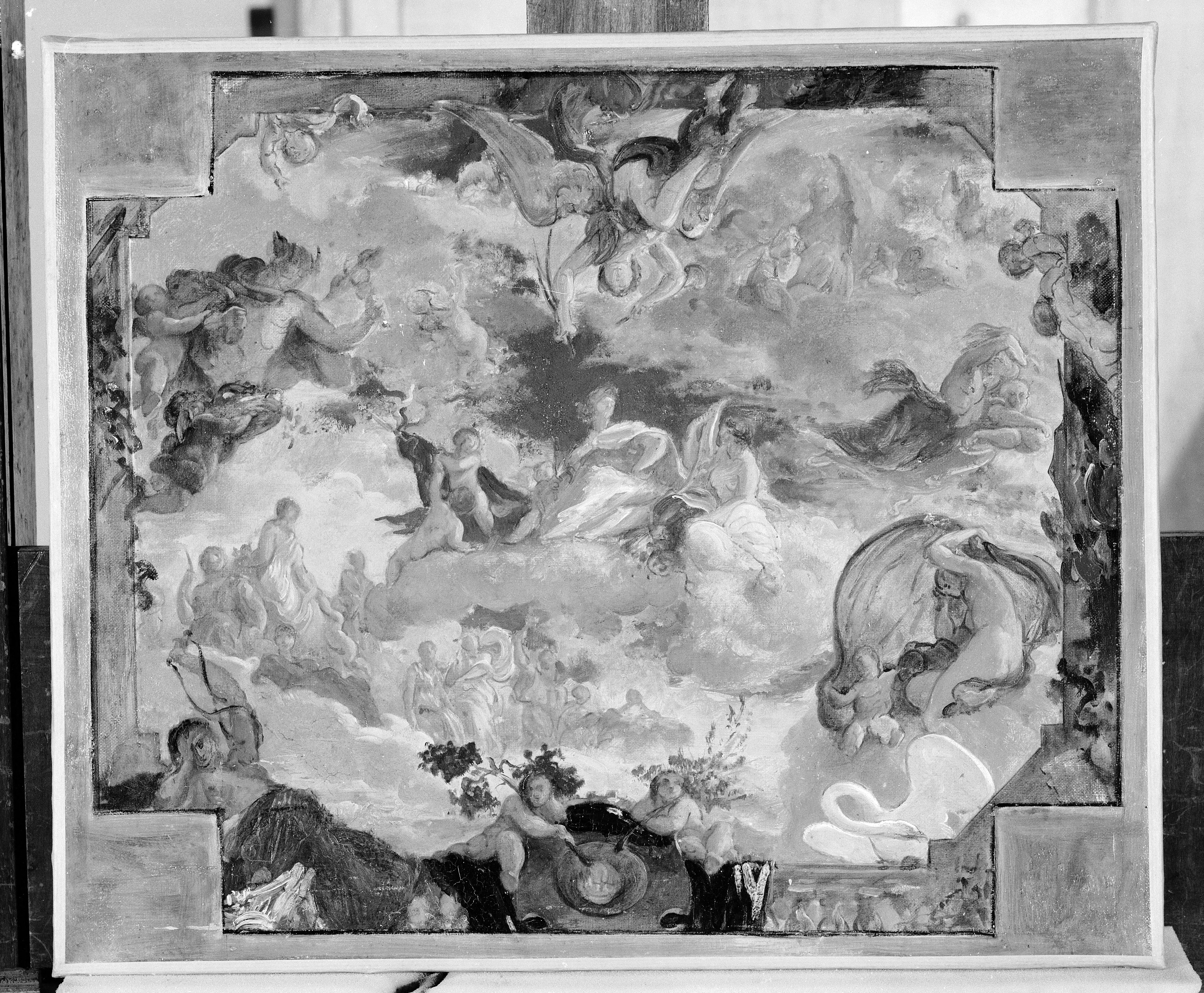
Esquisse pour la salle des prévôts de l'Hôtel de Ville de Paris, Allégorie du 2 décembre 1852 (vers 1852), Paris, Petit Palais.

  - église Saint-Eustache, chapelle de la Compassion : La Présentation au Temple ; Le Repos en Égypte ; La Montée au calvaire ; La Crucifixion, entre 1854 et 1857.
  - hôtel de ville, plafond de salon des Prévôts : La Ville de Paris se reposant après les convulsions de l'anarchie, 1852, œuvre détruite lors de l'incendie de 1871.
  - Maison de Balzac : Portrait de Théophile Gautier, 1850, pastel.
  - musée du Louvre :
    - Angélique, 1842 ;
    - Bacchante, 1855.

  - musée national Eugène-Delacroix :
    - Portrait de Mme Léon Riesener, 1849, pastel ;
    - Portrait de Mme Louis-Auguste Bornot, avec son fils Camille, 1850, pastel[16].

  - palais du Luxembourg, plafond de la bibliothèque : La Philosophie ; La Poésie ; L'Évangile ; La Loi ; L'Histoire ; L'Industrie et Le Génie militaire, entre 1840 et 1852.
  - Petit Palais :
    - Esquisse pour la salle des prévôts de l'Hôtel de Ville de Paris , Allégorie du 2 décembre 1852, vers 1852 ;
    - Portrait de Mlle Ehrler, 1861.
- Rouen, musée des Beaux-Arts :
  - Portrait de His de Butenval, 1834 ;
  - Léda, 1840 ;
- Saint-Germain-de-Livet, château de Saint-Germain-de-Livet :
  - Le Petit Pâtre, 1828-1830 ;
  - Liliums sur fond de forêt, 1838.

Œuvres de Léon Riesener
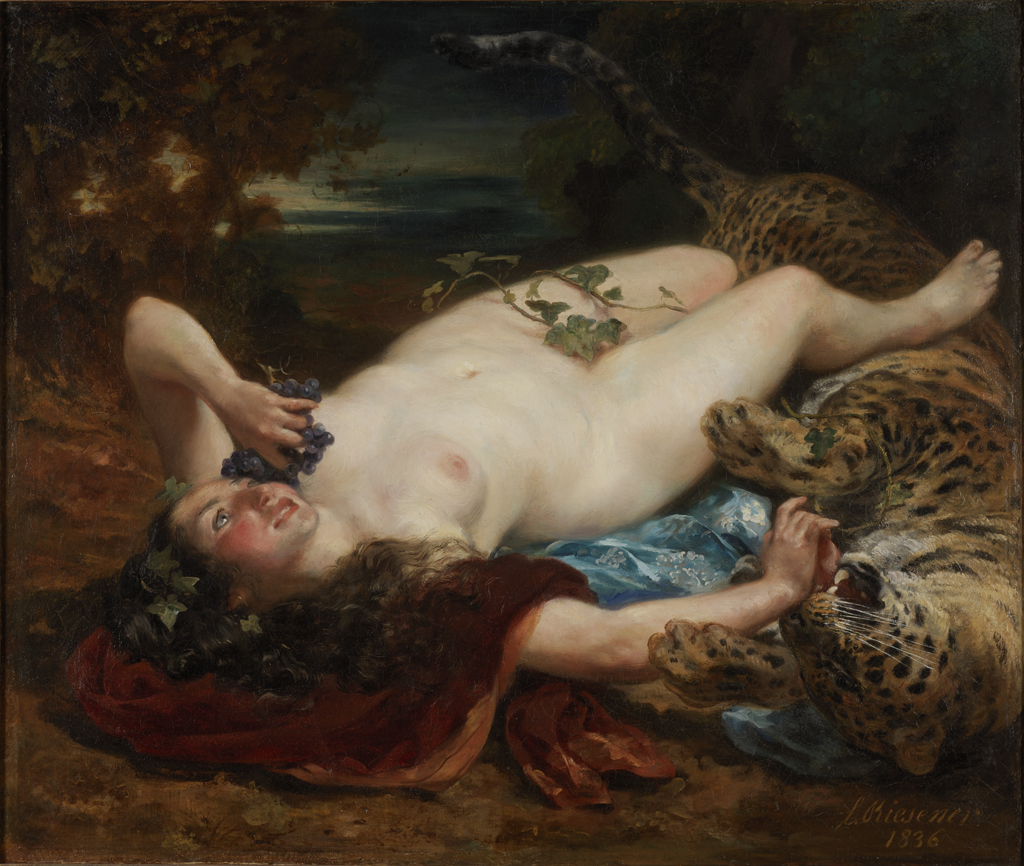
Bacchante (1836), Providence, Rhode Island School of Design Museum.
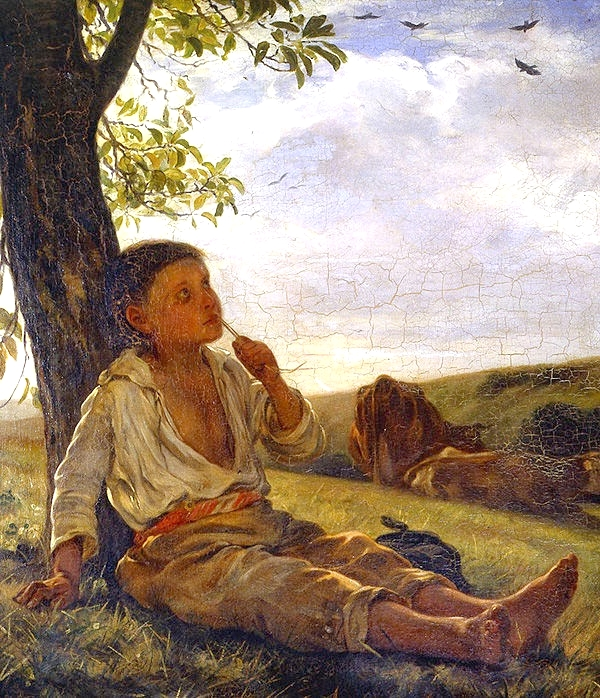
Le Petit Pâtre (1838), château de Saint-Germain-de-Livet.
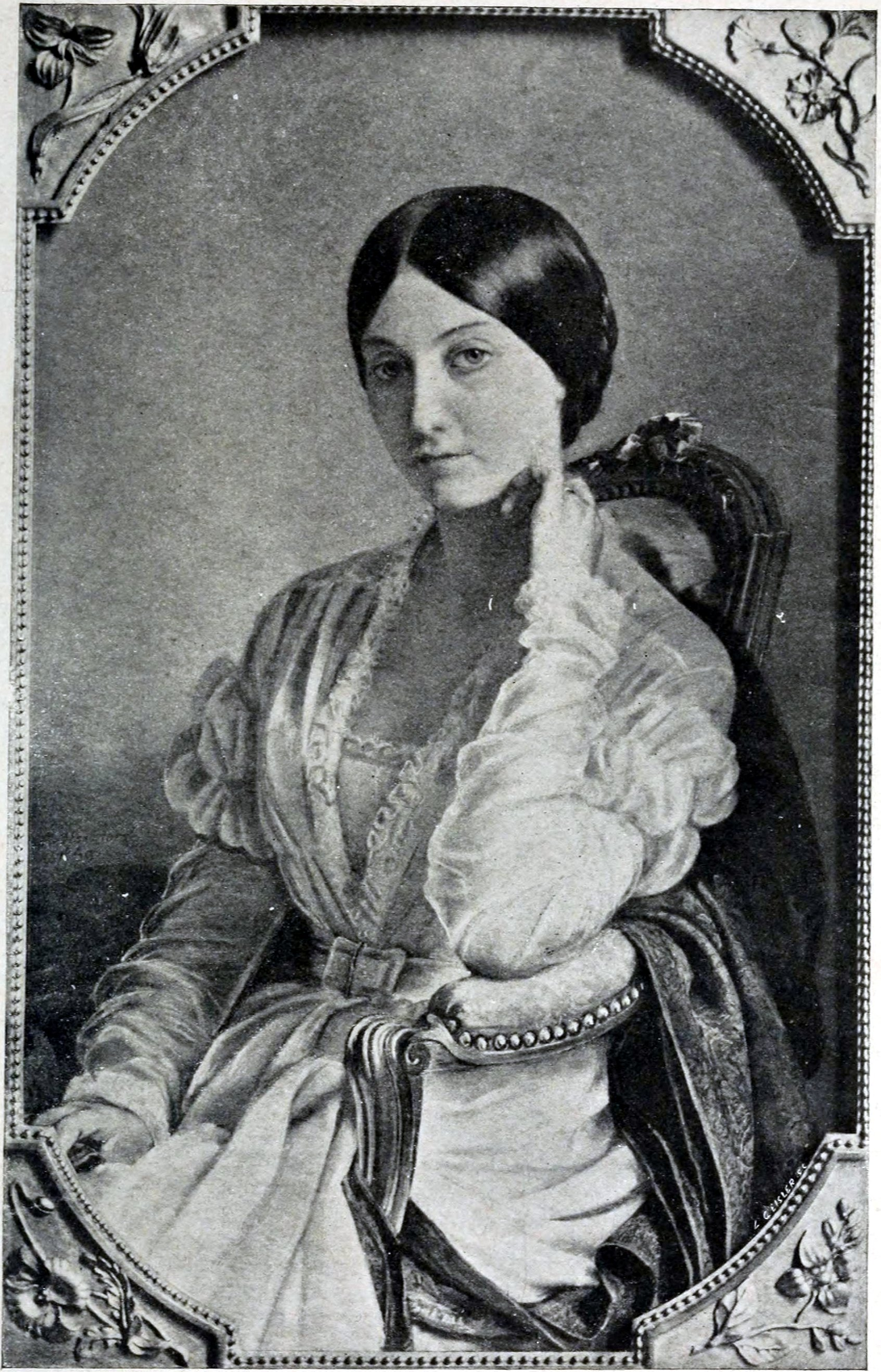
Portrait de Mme Léon Riesener (1849), pastel, Paris, musée national Eugène-Delacroix.
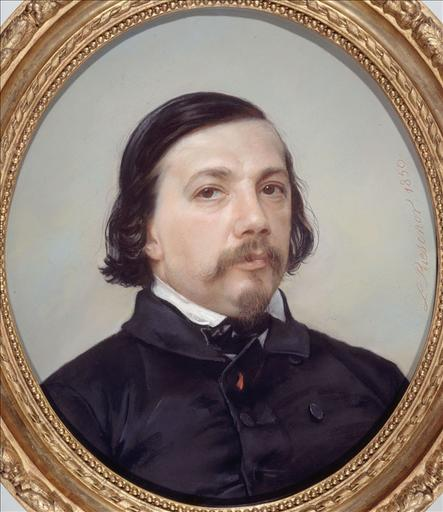
Portrait de Théophile Gautier (1850), pastel, Paris, Maison de Balzac.
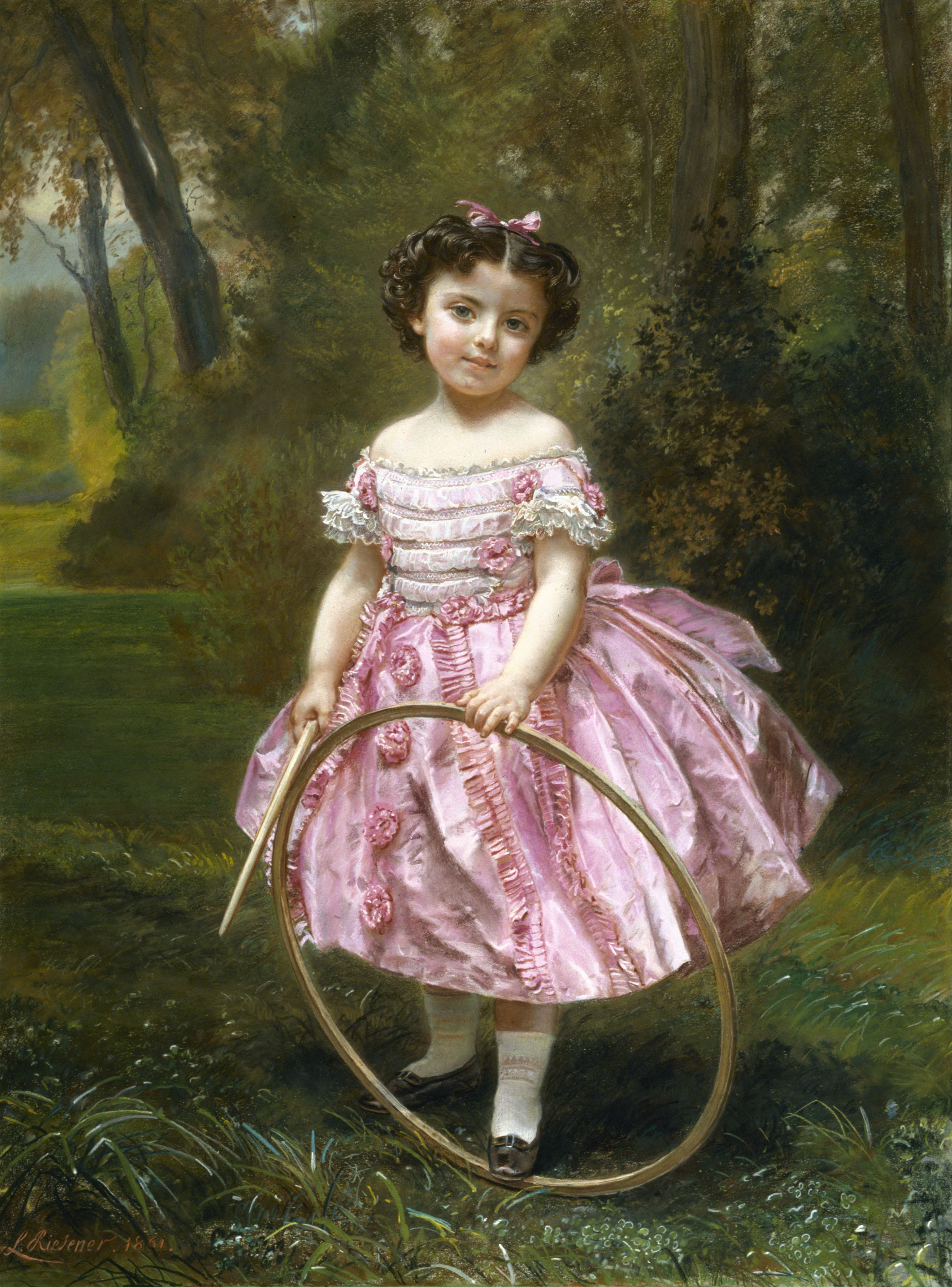
Portrait de Mademoiselle Ehrler (1861), Paris, Petit Palais.
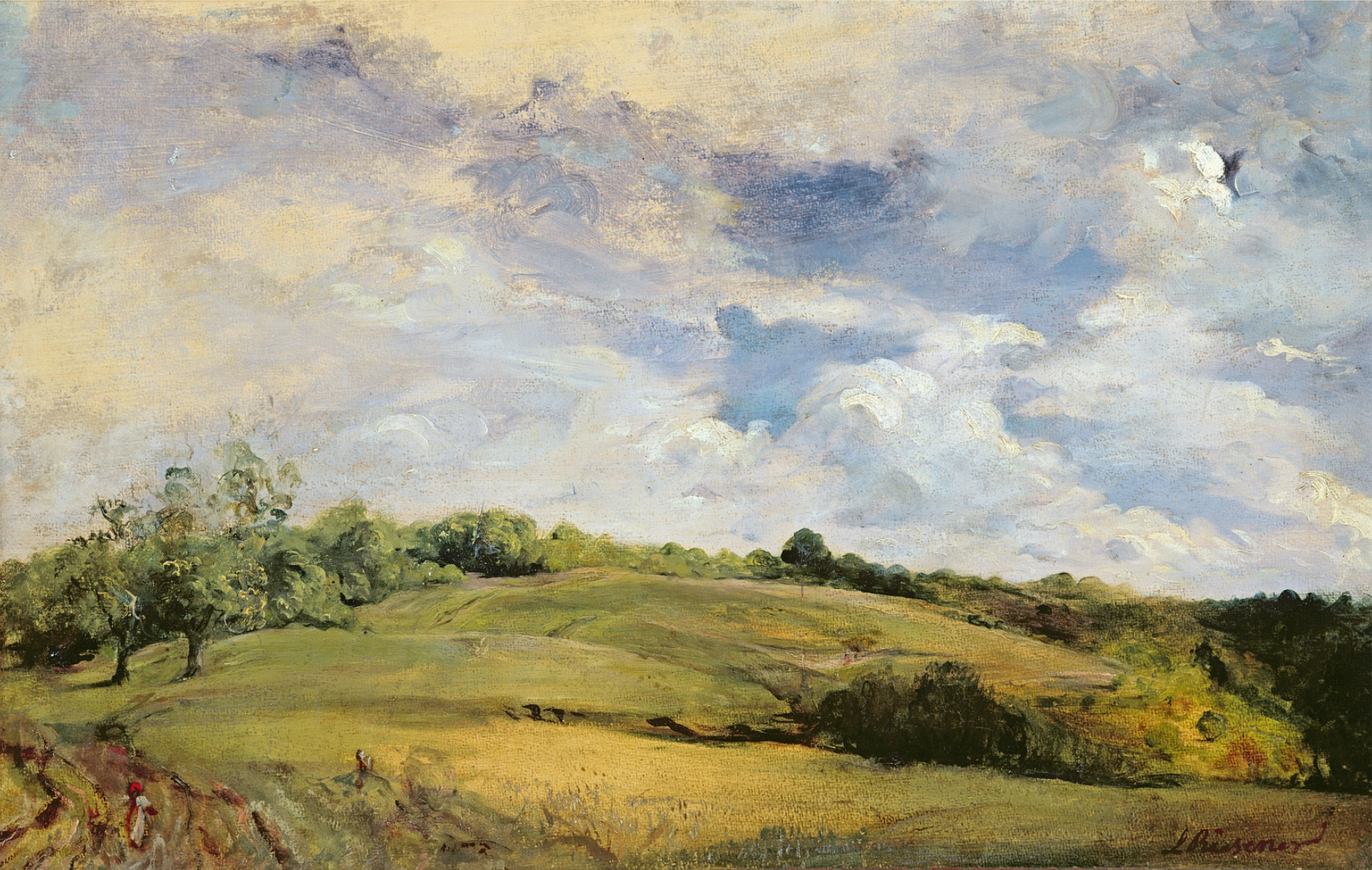
Paysage, grand ciel, Paris, musée du Louvre.